# Мертір Таун
«Мертір Таун» (валл. Clwb Pêl-droed Tref Merthyr, англ. Merthyr Town Football Club) — валлійський професіональний футбольний клуб із міста Мертір-Тідвіл, що виступає в системі англійських футбольних ліг.

## Історія

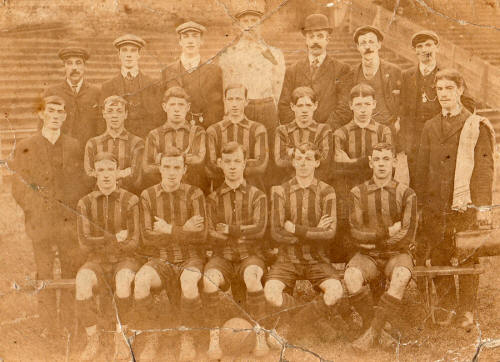
Мертір Таун, 1909.

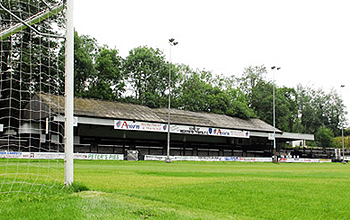
«Пенідаррен Парк», домашня арена клуб.

Клуб заснований в 1909 році та дебютував у другому дивізіоні Південної ліги, де виступали ще декілька валлійських команд, зокрема Кардіфф Сіті, Ньюпорт Каунті та Суонсі Сіті. Посівши третє місце в сезоні 1911/12, клуб підвищився до першого дивізіону та вже через сезон повернувся до другого. Під час Першої світової війни чемпіонат не проводився.
Влітку 1920 року Футбольна ліга розширилася створенням нового Третього дивізіону, який повністю складався з Першого дивізіону Південної ліги з попереднього сезону. Свій дебютний сезон валлійський клуб завершив на 8-му місці. У 1924 вони вийшли до фіналу Кубка Уельсу, де поступились «Рексему».
У наступних сезонах «містяни» посідали місця в нижній частині турнірної таблиці і зрештою вилетіли з Ліги після сезону 1929/30.
Відігравши чотири роки в Південній футбольній лізі, команда взагалі припинила активні виступи на професійному рівні, відновивши свої виступи в сезоні 2010/11 в Західній футбольній лізі.
Сезон 2020/21 команда з Уельсу пропустила через пандемію COVID-19.
У сезоні 2021/22 «містяни» посіли передостаннє місце, але у червні 2022 року клуб з Волтона, що фінішував тринадцятим вибув з ліги, таким чином валлійці зберегли прописку в Південній футбольній лізі на наступний рік.

## Досягнення
| Ліга - Валлійська футбольна ліга - Переможець (1): 1930–31 - Південна футбольна ліга (Дивізіон ІІ) - Переможець (1): 1912 - Південна футбольна ліга (Дивізіон І Південь та Захід) - Переможець (1): 2014–15 - Західна футбольна ліга (Прем'єр-дивізіон) - Переможець (1): 2011–12 - Західна футбольна ліга (Дивізіон І) - Переможець (1): 2010–11 | Кубок - Кубок Південної футбольної ліги - Володар (1): 2015–16 - Кубок Уельсу - Фіналіст: (1) 1924 - Кубок футбольної ліги Уельсу - Володар (1): 1926 |

## Статистика виступів у чемпіонатах
| Англія (1909 —)                                                  |                                                       |        |    |    |    |    |     |     |     |     |       |
| Сезони                                                           | Ліга                                                  | Рівень | І  | В  | Н  | П  | ЗМ  | ПМ  | +/- | О   | Місце |
| 1909/10                                                          | Південна футбольна ліга (Дивізіон II «A»)             | –      | 9  | 4  | 1  | 4  | 16  | 21  | -5  | 9   | 3.    |
| 1910/11                                                          | Південна футбольна ліга (Дивізіон ІІ)                 | –      | 22 | 15 | 3  | 4  | 52  | 22  | +30 | 33  | 3.    |
| 1911/12                                                          | Південна футбольна ліга (Дивізіон ІІ)                 | –      | 26 | 19 | 3  | 4  | 60  | 14  | +46 | 41  | 1.    |
| 1912/13                                                          | Південна футбольна ліга (Дивізіон І)                  | –      | 38 | 12 | 12 | 14 | 42  | 60  | -18 | 36  | 12.   |
| 1913/14                                                          | Південна футбольна ліга (Дивізіон І)                  | –      | 38 | 9  | 10 | 19 | 38  | 61  | -23 | 28  | 19.   |
| 1914/15                                                          | Південна футбольна ліга (Дивізіон ІІ)                 | –      | 24 | 15 | 5  | 4  | 46  | 20  | +26 | 35  | 3.    |
| У період з 1915 по 1918 роки. Регулярні змагання не проводилися. |                                                       |        |    |    |    |    |     |     |     |     |       |
| 1919/20                                                          | Південна футбольна ліга (Дивізіон І)                  | –      | 42 | 9  | 11 | 22 | 47  | 78  | -31 | 29  | 21.   |
| 1920/21                                                          | Третій дивізіон — Південь                             | 3      | 42 | 15 | 15 | 12 | 60  | 49  | +11 | 45  | 8.    |
| 1921/22                                                          | Третій дивізіон — Південь                             | 3      | 42 | 17 | 6  | 19 | 45  | 56  | -11 | 40  | 11.   |
| 1922/23                                                          | Третій дивізіон — Південь                             | 3      | 42 | 11 | 14 | 17 | 39  | 48  | -9  | 36  | 17.   |
| 1923/24                                                          | Третій дивізіон — Південь                             | 3      | 42 | 11 | 16 | 15 | 45  | 65  | -20 | 38  | 13.   |
| 1924/25                                                          | Третій дивізіон — Південь                             | 3      | 42 | 8  | 5  | 29 | 35  | 77  | -42 | 21  | 22.   |
| 1925/26                                                          | Третій дивізіон — Південь                             | 3      | 42 | 14 | 11 | 17 | 69  | 75  | -6  | 39  | 14.   |
| 1926/27                                                          | Третій дивізіон — Південь                             | 3      | 42 | 13 | 9  | 20 | 63  | 80  | -17 | 35  | 17.   |
| 1927/28                                                          | Третій дивізіон — Південь                             | 3      | 42 | 9  | 13 | 20 | 53  | 91  | -38 | 31  | 21.   |
| 1928/29                                                          | Третій дивізіон — Південь                             | 3      | 42 | 11 | 8  | 23 | 55  | 103 | -48 | 30  | 20.   |
| 1929/30                                                          | Третій дивізіон — Південь                             | 3      | 42 | 6  | 9  | 27 | 60  | 135 | -75 | 21  | 22.   |
| 1930/31                                                          | Південна футбольна ліга (Захід)                       | –      | 22 | 12 | 3  | 7  | 62  | 49  | +13 | 27  | 3.    |
| 1931/32                                                          | Південна футбольна ліга (Захід)                       | –      | 24 | 9  | 4  | 11 | 66  | 73  | -7  | 22  | 8.    |
| 1932/33                                                          | Південна футбольна ліга (Захід)                       | –      | 20 | 7  | 1  | 12 | 39  | 58  | -19 | 15  | 9.    |
| 1933/34                                                          | Південна футбольна ліга (Захід)                       | –      | 20 | 8  | 2  | 10 | 39  | 50  | -11 | 18  | 7.    |
| Клуб не виступав у 1934—2010 роках.                              |                                                       |        |    |    |    |    |     |     |     |     |       |
| 2010/11                                                          | Західна футбольна ліга (Дивізіон І)                   | 10     | 36 | 29 | 3  | 4  | 118 | 33  | +85 | 90  | 1.    |
| 2011/12                                                          | Західна футбольна ліга (Прем'єр-дивізіон)             | 9      | 34 | 22 | 9  | 3  | 96  | 32  | +64 | 75  | 1.    |
| 2012/13                                                          | Південна футбольна ліга (Дивізіон І Південь та Захід) | 8      | 42 | 24 | 11 | 7  | 84  | 38  | +46 | 83  | 3.    |
| 2013/14                                                          | Південна футбольна ліга (Дивізіон І Південь та Захід) | 8      | 42 | 28 | 5  | 9  | 111 | 58  | +53 | 89  | 2.    |
| 2014/15                                                          | Південна футбольна ліга (Дивізіон І Південь та Захід) | 8      | 42 | 32 | 6  | 4  | 122 | 34  | +88 | 102 | 1.    |
| 2015/16                                                          | Південна футбольна ліга (Прем'єр-дивізіон)            | 7      | 46 | 19 | 9  | 8  | 69  | 58  | +11 | 66  | 10.   |
| 2016/17                                                          | Південна футбольна ліга (Прем'єр-дивізіон)            | 7      | 46 | 25 | 14 | 7  | 92  | 42  | +50 | 89  | 3.    |
| 2017/18                                                          | Південна футбольна ліга (Прем'єр-дивізіон)            | 7      | 46 | 13 | 14 | 19 | 76  | 98  | -22 | 53  | 17.   |
| 2018/19                                                          | Південна футбольна ліга (Прем'єр-дивізіон Південь)    | 7      | 42 | 15 | 9  | 18 | 68  | 67  | +1  | 54  | 10.   |
| 2019/20                                                          | Південна футбольна ліга (Прем'єр-дивізіон Південь)    | 7      | 31 | 9  | 11 | 11 | 37  | 37  | 0   | 38  | 13.   |
| 2021/22                                                          | Південна футбольна ліга (Прем'єр-дивізіон Південь)    | 7      | 42 | 6  | 8  | 28 | 47  | 94  | -47 | 26  | 21.   |
| 2022/23                                                          | Південна футбольна ліга (Прем'єр-дивізіон Південь)    | 7      | 42 | 18 | 6  | 18 | 73  | 64  | +9  | 60  | 9.    |
| 2023/24                                                          | Південна футбольна ліга (Прем'єр-дивізіон Південь)    | 7      | 42 | 20 | 7  | 15 | 85  | 59  | +26 | 67  | 6.    |